# الخلقة (الحد)

تعديل مصدري - تعديل

الخلقة هي إحدى قرى عزلة الحد بمديرية الحد التابعة لمحافظة لحج، بلغ تعداد سكانها 711 نسمة حسب تعداد اليمن لعام 2004.